# Ужасвил
„Ужасвил“ (на английски: Spooksville) е екшън-приключенски сериал, който се излъчва по Hub Network на 26 октомври 2013 г. до 17 май 2014 г. Сериалът е базиран на едноименната поредица книги. Сериалът е продуциран от Джейн Старц, който също продуцира „Безсмъртните Тък“ и „Приказка за Ела“. Сериалът е адаптиран за телевизия от Джеймс Крийг.

## Актьорски състав
- Кинън Джонсън – Адам Фрийман
- Кейти Дъглас – Сали Уилкокс
- Ник Пърча – Уейвърли
- Морган Тейлър Кембъл – Ан Темпелтън
- Самюъл Патрик Чу – Брандън
- Стив Бачик – Джордж Фрийман
- Кимбърли Състед – Маделин Темпелтън
- Питър Брайънт – Мурпарк
- Франк С. Търнър – Кметът
- Жаклин Самунда – госпожа Уейвърли
- Рийс Александър – полицай Дуган

## В България
В България сериалът започва излъчване през 2014 г. по Дисни Ченъл с дублаж на български език, но за съжаление са излъчени само първите 10 епизода записани в студио „Александра Аудио“. Останалите 12 епизода не са излъчвани в България поради неизвестни причини.
Екипът се състои от:
| Изпълнителен продуцент | Васил Новаков |
| Преводач               | Йосиф Йосифов |
| Озвучаващи артисти     | Константин Каракостов Стефания Георгиева Владимир Зомбори Димитър Живков Надя Полякова Симона Нанова Стефан Димитров |
| Тонрежисьор            | Мартин Станев |
| Режисьор на дублажа    | Мариета Петрова |

През 2025 г. сериалът се излъчва под името "Страхвил" по БНТ 1 от 15:25 и повторенията по БНТ 2 от 9:35.